# 呂永輝
呂永輝（1969年—），台灣京劇鼓師、畢業於大鵬劇校，原習淨行，在校期間唱過《鎖五龍》、《遇太后》、《大回朝》等戲，青春期因嗓音變化，改工武場（戲曲的打擊樂部），師從李長明老師學京劇司鼓藝術。

## 生平
參加京劇司鼓（以鼓帶領和控制表演節奏）工作多年，做過中華民國空軍大鵬劇隊和中華民國海軍海光劇隊這2個台灣軍方京劇隊的鼓師，得過軍方頒發的京劇司鼓獎項。
台灣軍方不再經營京劇以後，原有陣容整編為國立國光劇團京劇隊，從國防部改歸教育部管轄，他任鼓師，並擔任台灣國立國光劇團京劇隊成立初期重大新編戲碼《媽祖》（李門編腔作曲指揮，盧亮輝編曲配器）的打擊樂設計和鼓師（武場領導）。
台灣國立國光劇團京劇隊應邀到法國公演的《美猴王》，他擔當司鼓重任。
他在台灣國立國光劇團京劇隊的司鼓作品還有《梁祝》（《梁山伯祝英台》，崑曲）、《胡雪巖》、《雪弟恨》、《李世民與魏徵》、《王魁負桂英》、《無底洞》、《斬經堂》等。
他還曾隨李寶春的台北新舞台劇團、吳興國的當代傳奇劇場等民營京劇團到海外巡演。
在民營京劇團的司鼓作品有《慾望城國》（莎士比亞原著劇本《馬克白》改編，馬錦良設計唱腔）等。
曾到中國戲曲學院留學深造，跟劉宗生教授進1步學京劇司鼓藝術。
向他學京劇司鼓藝術的學生有金彥龍、林永志、呂冠儀等。
他曾應邀給台灣民營歌仔戲劇團「河洛」司鼓，作品涵蓋大型舞台歌仔戲公演和電視歌仔戲，以中視2002年錄製的多集電視歌仔戲《漢宮怨》（與他的學生林永志輪流擔任鼓師，柯銘峰和周以謙輪流擔任主弦；領奏琴師）較有代表性，並多次參加該團的樂隊，擔任打擊樂演奏員（鼓師是林永志），參與演奏的戲碼頗多，他在該團出版的第2張唱腔選集CD裡也擔任打擊樂演奏員（主弦柯銘峰，鼓師林永志）。

## 外部連結
呂永輝部落格